# Claude Streicher
Claude Streicher, né en 1970,  est un pilote  de rallye luxembourgeois.

## Biographie
Après un arrêt de la compétition automobile en 1998, il a repris 12 ans plus tard le baquet de pilote en 2010, sur Mitsubishi Lancer Evo IX, avec pour copilote Christine Bellantuono.

## Palmarès

### Titres
- Coupe Rallye (de rallye sprint luxembourgeois, organisée par le Rallye Supporter Club Luxembourg - RSCL (Président : Georges Michels)) : 2011.

### Victoires nationales
- 6e et 7e Rallye (Tour) de Luxembourg (RSCL): 2010 (devant le belge Olivier Collard - Subaru Impreza) et 2011 (devant Patrick et Katia Gengler - Subaru Impreza) (autour de Préizerdaul);
- Rallye de Hëpperdang: 2010;
- Rallye de Lausdurn: 2010;
- Rallye de Housen: 2011;
- Rallye sprint d'Hupperdange: 2011;
- Rallye sprint de Lausdurn: 2011.